# Nicolae Petrescu
Pour les articles homonymes, voir Petrescu.
Nicolae Petrescu, né le 25 juin 1886 à Bucarest et mort le 13 octobre 1954 est un philosophe, écrivain, biographe et sociologue roumain, membre de l'Académie roumaine.